# ITU-R
ITU-R staat voor: International Telecommunication Union - Radiocommunications sector.
ITU-R is een van de drie sectoren van de ITU.
Het is een zusterorganisatie van ITU-T, maar richt zich op het reguleren van voorschriften op het gebied van radio. Dit onderdeel van de ITU is onder andere verantwoordelijk voor de toewijzing van frequenties in het radiospectrum.

## Geschiedenis
Bij de oprichting ervan in 1927 heette dit bureau CCIR, wat stond voor: Comité Consultatif International des Radiocommunications. Dit bureau behoort sinds 1932 tot de International Telegraph Union, kortweg ITU. In 1934 werd de naam van deze organisatie omgedoopt in "International Telecommunication Union", waarbij de afkorting onveranderd bleef. De naam CCIR werd gebruikt tot 1992.

## Zusterorganisaties van ITU-R
- ITU-T - Telecommunications Sector (vroeger CCITT)
- ITU-D - Development Sector